# USP FC
El University of the South Pacific Football Club, también conocido como USP FC es un club de fútbol de Samoa. Fue fundado en la ciudad de Alafua y compite en la Liga Nacional de Samoa.

## Historia
El club está basado en la institución de educación superior para el Pacífico, ubicada de manera única en una región de extraordinaria diversidad física, social y económica para satisfacer la necesidad de la región de educación terciaria, investigación y políticas de alta calidad. En sus inicios jugó en el tercer nivel llamado Segunda División de Samoa en la temporada 2004, logrando el ascenso a la Primera División de Samoa el segundo nivel.
En la temporada 2010 debutó en la Liga Nacional de Samoa, pero fue excluido de la temporada.
Hasta la 2021 regresó a la máxima categoría terminando 5° siendo su mejor resultado.

## Jugadores destacados
- Jason Damtri Limae
- Fredly Nipiko